# Wowtschkiw (Wyschhorod)
Wowtschkiw (ukrainisch Вовчків; russisch Волчков Woltschkow) ist ein Dorf im Nordwesten der ukrainischen Oblast Kiew mit etwa 400 Einwohnern (2001).

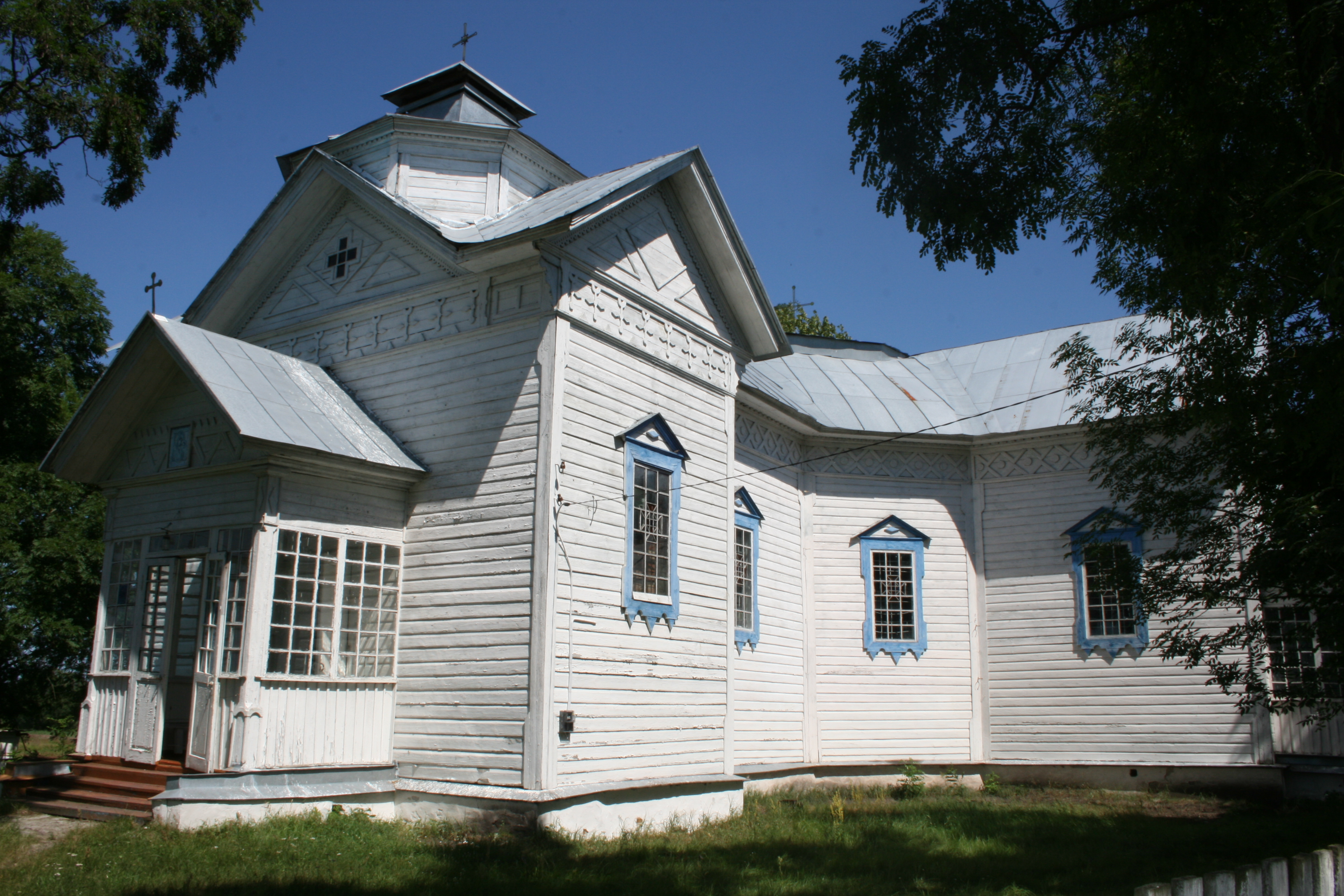
Kirche im Dorf 2008

Das erstmals 1386 schriftlich erwähnte Dorf hatte 1971 noch 740 Einwohner. Die Einwohnerzahl sank, auch bedingt durch die  Nuklearkatastrophe von Tschernobyl, die sich 1986 im 60 km nordöstlich liegenden Prypjat ereignete, bis 2001 auf 440 Einwohner. Im Dorf befindet sich die  Kirche der Geburt der Heiligen Jungfrau Maria  aus dem Jahr 1877.
Die Ortschaft liegt 10 km nordwestlich vom ehemaligen Rajonzentrum Krassjatytschi und 110 km nordwestlich vom Oblastzentrum Kiew.
Östlich vom Dorf verläuft die Regionalstraße P–02.
Am 12. Juni 2020 wurde das Dorf ein Teil der neugegründeten Siedlungsgemeinde Poliske, bis dahin bildete sie zusammen mit den Dörfern Buda Wowtschkiwska (Буда Вовчківська) und Stowpne (Стовпне) die gleichnamige Landratsgemeinde Wowtschkiw (Вовчківська сільська рада/Wowtschiwska silska rada) im Süden des Rajons Poliske.
Am 17. Juli 2020 kam es im Zuge einer großen Rajonsreform zum Anschluss des Rajonsgebietes an den Rajon Wyschhorod.